# 진패선
진 고조 무황제 진패선(陳 高祖 武皇帝 陳霸先, 503년 ~ 559년 8월 9일(음력 6월 21일))은 중국 남북조 시대 진나라의 초대 황제이다. 후한의 태구장(太丘長) 진식(陳寔)의 후손이다. 군인 출신으로 후경의 난을 진압하고, 양 원제의 휘하에서 무공을 세웠다.

## 생애
진문찬(陳文讚)과 동씨(童氏)의 차남으로 503년 현재의 절강성 호주시 장흥현에 해당하는 곳에서 태어났다. 자는 흥국(興國)으로 아명은 법생(法生)이고 오흥군(吳興郡) 사람이다. 그의 선조 진달(陳達)은 영천 사람이었으나, 서진 말기 영가의 난 때 강남으로 이주하여 장성령이 되었으며 그의 조상들은 대대로 장성에 살며 산수를 즐겼다. 이에 동진 때 시행된 토단법에 따라 장성 사람이 되었다. 할아버지 진도거(陳道巨)는 관료를 지냈지만 아버지 진문찬의 기록은 거의 없다.
진패선의 키는 7척 5촌이었으며 어릴 때부터 원대한 꿈을 품었고 다른 사람들과 달리 모략에 뛰어났다. 영웅의 기백이 있었으며 장성해서는 역사책과 병서를 탐독하고 무예에 능하고 사리에 밝으며 과단성이 있어서 칭찬을 많이 받았다. 그러나 진패선은 출신이 미천하여 시골 이장으로 있다가 수도 건강으로 가서 기름창고 책임자가 되었다. 하지만 대동 연간에 오흥태수 소영의 인정을 받아 소영이 광주자사가 되자 진패선은 중직병참군이 되어 참모가 되었다. 얼마 안 되어 서강독호, 고요 군수가 되고 542년에는 반란을 평정하여 양 무제의 칭찬을 받고 직각장군, 신안현자가 되었다. 소연은 화공을 시켜 진패선의 얼굴을 그리게 하여 그의 생김새를 보고 감탄했으며 교주사마, 시흥태수로 승진시켰다.
548년 8월, 후경이 심양에서 반란을 일으키자 이듬해 12월, 진패선은 군내에 있는 호걸들과 널리 사귀며 함께 후경 토벌을 계획했다. 동시에 황실의 인정을 받기 위해 강릉에 사람을 보내 상동왕 소역(훗날 원제)의 지시를 받았다. 550년 정월, 소역은 진패선을 명위장군, 교주자사로 임명하고 552년 2월, 진패선은 군사 3만 명과 선박 2천 척을 이끌고 남강 분구에서 출발해서 백모만으로 가서 정동장군 왕승변과 만나 흙으로 제단을 쌓고 백마의 피를 입에 바르고 돌려 마시면서 같이 맹세의 글을 읽었는데 모두가 감개무량하여 눈물을 흘렸다.
결국 3월 건강을 깨뜨리고 후경의 난을 평정했으며 그 공으로 정로장군, 개부의동삼사가 되고 장성현후가 되어 경구를 지켰다. 554년 3월, 사공이 되었고 12월에는 왕승변과 함께 소역의 9남 진안왕 소방지를 태재로 세웠다.
하지만 이듬해 5월, 북제가 이전에 포로로 잡은 정양후 소연명을 내세워 황제로 세우도록 왕승변에게 압박하고 대군을 이끌고 침공하니 왕승변은 굴복하고 소연명을 황제로 세웠다. 진패선은 여러 번 사람을 보내 왕승변을 설득했으나, 왕승변이 들어 먹지 않자, 9월에 여러 장수들을 모아 왕승변을 주살할 계획을 세웠다. 원래 왕승변과 진패선은 잠재적인 동맹 관계로 서로 자식들을 정략결혼시키고 양나라 정권을 공동으로 이끌어 오고 있었으나, 결국 이 문제로 틀어지고 말았다. 전당 사람 두릉이 왕승변 토벌에 이의를 제기하자 진패선은 그가 왕승변에게 알릴 것을 우려하여 수건으로 그의 목을 졸라 기절시키고 별실에 감금했다. 결국 석두성을 습격하여 왕승변을 죽이고 10월에 소방지(경제)를 황제로 세웠다. 소연명은 건안공에 책봉했다가 곧 죽였으며 자기는 상서령이 되어 양나라 정권을 장악했다. 왕승변이 죽자 왕승변의 사위였던 오흥태수 두감과 의흥태수 위재는 왕승변의 아우 오군태수 왕승지와 함께 자기의 성을 지켰는데 이에 진패선은 그들을 모두 토벌했다.
이 틈을 타서 초주, 진주자사 서사휘는 남예주자사 임약과 은밀히 연합하여 진패선이 토발하러 나간 사이에 건강을 기습했다. 북제도 5천명을 보내 이에 호응했는데 진패선은 의흥을 토벌하자마자 바로 돌아와 북제의 군량수송로를 차단하고 1천 척의 선박을 불태웠다. 결국 쌍방이 불리해지자 일단 화해를 맺었다. 그러나 556년 3월, 북제가 서사휘, 임약과 함께 10만의 군사로 다시 침공하자 6월, 진패선은 다시 북제의 수송로를 차단하여 선박과 식량을 빼았었다. 거기에 큰 비가 내려 평지의 물 길이 한 장(丈)(30 cm)이 넘었는데 북제군은 밤낮으로 진흙탕을 앉고서고 했으므로 살과 발가락이 썩고 전염병이 돌았다. 결국 진패선은 이 때를 노려 반격에 나서 장수 46명을 사로잡고 서사휘를 생포했다. 북제군은 대패하여 앞을 다투어 강을 건너 도주했는데 물에 빠져 죽은 자가 부지기수였고 시체는 경구까지 흘러 내려갔다. 비록 임약은 놓쳤지만 진패선은 잡은 서사휘를 죽이고 난을 평정했다.
진패선의 위망은 이로 인해 나날이 높아졌고 9월에 승상, 녹상서사, 진위대장군, 양주목, 의흥공이 되었다. 이듬해 9월에는 상국, 진공에 책봉되었고 10월에는 진왕에 책봉되었다. 그 달에 소방지를 협박하여 선양을 받아내고 남교에서 황제가 되었다. 소방지는 강음왕으로 강등시켰다가 이듬해 후환을 없애기 위해 죽였다. 하지만 진패선은 마지막 황제였던 소방지를 죽인 것을 제외하면 유유, 소도성, 소연과 달리 선양받은 이전 황조의 황족들을 죽이지 않았으며 그 덕분인지 진나라 황족들은 양나라 황족들과 더불어 훗날 수나라와 당나라에 대거 등용된다.
557년 서위를 이은 북주에게 아들 진창(陳昌)과 조카 진욱을 돌려보내 달라고 요청했으나, 그리하겠다는 답변만 줄 뿐 돌려보내주지 않았다. 559년 6월, 재위 3년 만에 57세의 나이로 진패선은 건강 선기전에서 숨을 거뒀으며 8월에 만안릉(萬安陵)에 안장되었다. 진패선은 용병에 뛰어나 형세가 위급하자 과감하게 부대를 일부 이동하여 적군의 수송로를 차단했다. 또 많은 전투에서도 훌륭한 전술을 구사하여 북제군을 패퇴시켰다. 생활도 검소해서 황제가 돼서도 몇 안되는 반찬으로 식사를 했고 후궁들도 황금이나 비취 같은 사치품을 갖지 못했다.
진패선 사후 진패선의 유일한 아들이었던 진창은 과거 서위가 강릉을 함락시킬 때 포로로 잡혀 장안에 인질로 있었기 때문에 이 때 가장 가까운 친척이자 조카 진천이 남환(南皖)의 요새에 있었는데 무선황후는 두릉(杜稜), 채경력(蔡景歷) 등의 건의에 따라 진패선의 죽음을 공표하지 않고 비밀리에 진천을 불러들였다. 관료들은 진천을 황제로 삼으려 했으나, 정작 무선황후는 북주에 인질로 있는 진창이 돌아올 것을 기대하면서 계속 주저했다. 그러나 황제 자리는 계속 비워둘 수 없어서 결국 진천이 황제가 되었다.
진패선은 안장된 지 불과 30년 후에 오자서의 복수에 비견되는 복수를 당했다. 589년 정월, 양광이 대군을 이끌고 장강을 건너 진나라를 침공해오자 수나라 관리였던 왕반은 천여 명의 부대를 이끌고 장강을 건너와 만안릉을 파헤쳤다. 남조의 황제릉은 산에 조성한게 아니라 대로에 조성했고 규모도 비교적 작았기 때문에 천여명이 파헤치면 충분히 금방 처리할 수 있었다. 왕반은 관을 파내 그의 시체를 꺼냈는데 많이 썩었지만 아직도 형체는 생생했다. 왕반은 채찍으로 시체를 3백번 내리치고 시체를 나무더미에 올려놓은 다음 불을 지퍼 태웠다. 거기에 남은 뼈는 다시 재가 되도록 다시 태워 나온 재를 모두 물에 띄워 마셨다. 왕반이 이런 짓을 한 것은 바로 왕승변의 아들이었기 때문인데 왕승변이 죽자 왕반은 북제로 망명했었고 북제와 북주를 거쳐 수나라 관리가 되어 아버지의 복수를 한 것이다. 아무리 복수라고 하지만 복수라기 하기엔 너무나 참혹했다.
이것은 수나라에서 문제가 되어 왕반을 처벌해야 한다고 총사령관 양광에게 부하들이 상소했고 왕반도 스스로 뒤를 묶고 관을 가지고 죄를 청했다. 그러나 양광은 "나는 진나라를 인의로 멸망시켰는데 왕반도 효와 의를 다하기 위해 복수를 한 것이다. 내가 이런 사람에게 어떻게 벌을 주겠는가?"라고 하며 오히려 전투에서 그가 세운 공을 올려보내 왕반은 많은 상을 받고 관직이 높아졌다. 현재 난징에는 지금도 파헤쳐져 있는 만안릉 유지가 남아 있는데 밤에 보면 섬뜩하다.

## 가계도

### 부모
- 부친 : 태조(太祖) 경황제(景皇帝) 진문찬(陳文讚)
- 모친 : 경문황후(景文皇后) 동씨(童氏)

### 형제
| - | 봉호               | 시호       | 이름           | 생몰년도  | 생모          | 별칭  | 비고  |
| - | ------------------ | ---------- | -------------- | --------- | ------------- | ----- | ----- |
| 1 | 시흥군왕(始興郡王) | 소열(昭烈) | 진도담(陳道譚) | ? ~ 548년 | 경문황후 동씨 | [ 1 ] | [ 2 ] |
| 2 | 남강군왕(南康郡王) | 충장(忠壮) | 진휴선(陳休先) | ? ~ 549년 | 경문황후 동씨 | [ 3 ] |       |

### 황후
| 봉호       | 시호               | 이름(성씨)     | 별칭  | 재위년도      | 생몰년도      | 국구(장인/장모)                              | 능묘           | 비고  |
| ---------- | ------------------ | -------------- | ----- | ------------- | ------------- | -------------------------------------------- | -------------- | ----- |
| 부인(夫人) | 무소황후(武昭皇后) | 전씨(錢氏)     |       | (추존)        |               | 전중방(錢仲方)                               | 가릉(嘉陵)     | [ 4 ] |
| 황후(皇后) | 무선황후(武宣皇后) | 장요아(章要兒) | [ 5 ] | 557년 ~ 559년 | 506년 ~ 570년 | 장경명(章景明) 안길현군(安吉縣君) 소씨(蘇氏) | 만안릉(萬安陵) | [ 6 ] |

### 황자
| - | 봉호           | 시호       | 이름       | 생몰년도      | 생모            | 별칭  | 비고    |
| - | -------------- | ---------- | ---------- | ------------- | --------------- | ----- | ------- |
| 1 | 황태자(皇太子) | 효회(孝懐) | 진극(陳克) |               | 무소황후 전씨   | [ 7 ] | 요절함. |
| 2 | 예장왕(豫章王) | 헌(獻)     | 진립(陳立) |               |                 |       | 요절함. |
| 3 | 장사왕(長沙王) | 사(思)     | 진권(陳権) |               |                 |       | 요절함. |
| 4 | 형양왕(衡陽王) | 헌(獻)     | 진창(陳昌) | 537년 ~ 560년 | 무선황후 장요아 | [ 8 ] | [ 9 ]   |

### 황녀
| - | 봉호                   | 이름 | 생몰년도 | 생모 | 부마                                  | 별칭 | 비고   |
| - | ---------------------- | ---- | -------- | ---- | ------------------------------------- | ---- | ------ |
| 1 | 영세공주(永世公主)     |      |          |      | 전장(錢蕆)                            |      |        |
| 2 | 회계목공주(会稽穆公主) |      |          |      | 망채정헌후(望蔡貞憲侯) 심군리(沈君理) |      | [ 10 ] |

### 양자
| - | 봉호               | 시호 | 이름       | 생몰년도      | 생모 | 별칭   | 비고                       |
| - | ------------------ | ---- | ---------- | ------------- | ---- | ------ | -------------------------- |
| 1 | 임천군왕(臨川郡王) |      | 진천(陳蒨) | 522년 ~ 566년 |      |        | 제2대 황제 문제(文帝).     |
| 2 | 안성군왕(安成郡王) |      | 진욱(陳頊) | 530년 ~ 582년 |      | [ 11 ] | 제4대 황제 효선제(孝宣帝). |

## 기년
| 무제        | 원년            | 2년        | 3년        |
| ----------- | --------------- | ---------- | ---------- |
| 서력 (西曆) | 557년           | 558년      | 559년      |
| 간지 (干支) | 정축(丁丑)      | 무인(戊寅) | 기묘(己卯) |
| 연호 (年號) | 영정(永定) 원년 | 2년        | 3년        |